# Schlacht bei Teugn-Hausen
Sacile – Teugn-Hausen – Weichselfeldzug – Raszyn – Abensberg – Landshut – Eggmühl – Regensburg – Neumarkt – Ebelsberg – Piave – Aspern – Sankt Michael – Stralsund – Bergisel – Raab/Győr – Graz – Wagram – Korneuburg – Stockerau – Gefrees – Hollabrunn (Schöngrabern) – Znaim – Walcheren–Schlacht an der Baskischen Reede
Die Schlacht bei Teugn-Hausen (Thann und Hausen) fand am 19. April 1809 während des Fünften Koalitionskrieges statt. An der Schlacht waren Truppen des französischen Marschalls Louis-Nicolas Davout und die österreichische Armee unter Erzherzog Karl beteiligt. Die Schlacht war der Auftakt eines fünf Tage dauernden Feldzugs, der mit der französischen Erstürmung von Regensburg am 23. April endete.

## Vorgeschichte

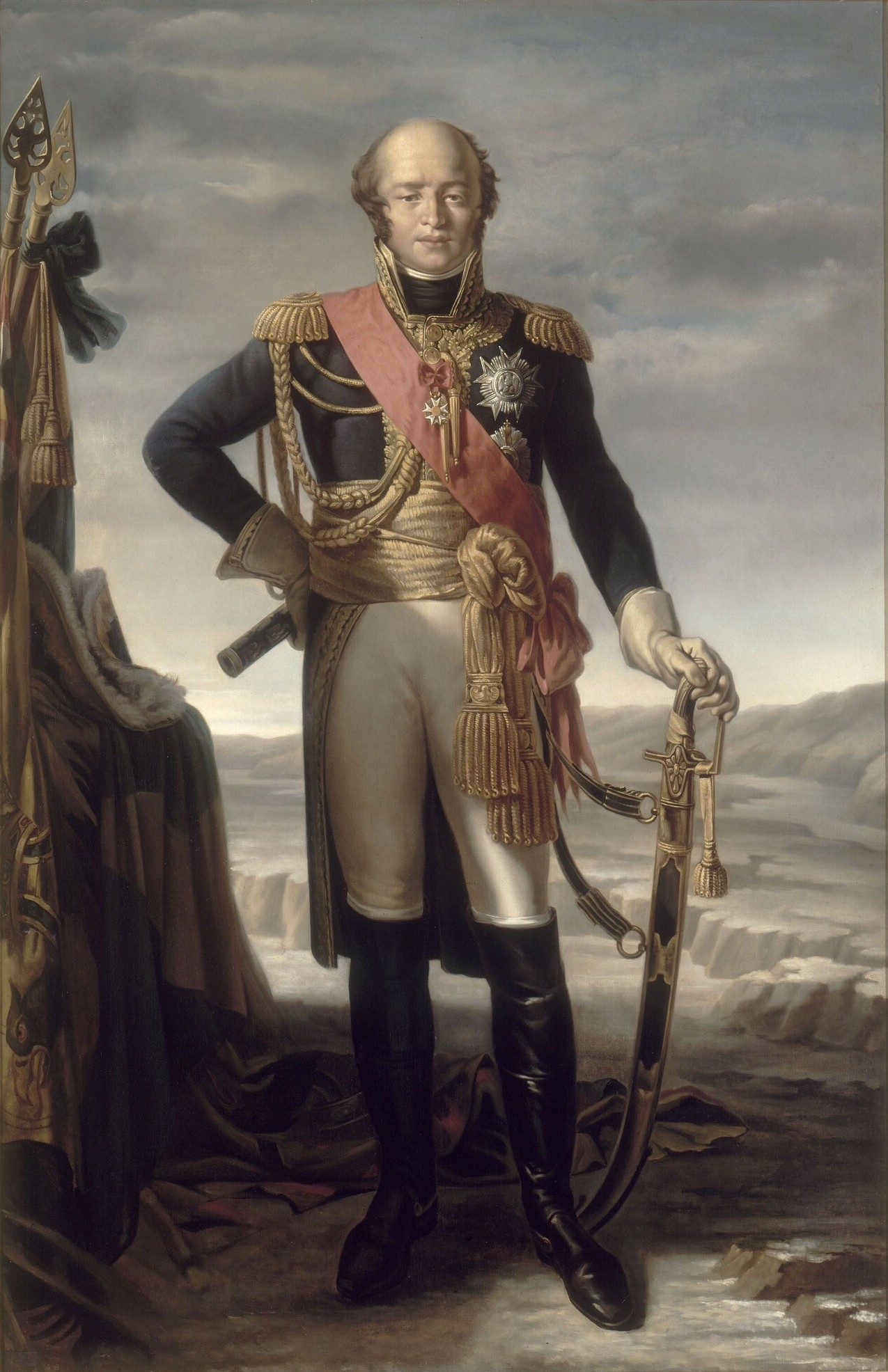
Marschall Davout, Duc d'Auerstaedt. Gemälde von Mazaechi (im Musée de Versailles).

In den frühen Morgenstunden des 10. April 1809 überquerte Erzherzog Karl den Inn und marschierte in Bayern ein, während gleichzeitig Erzherzog Johann die italienische Grenze mit seiner österreichischen Italienarmee passierte. Diese gleichzeitige Offensive bedeutete den Beginn des Fünften Koalitionskrieges. Das Ziel der Österreicher war vor allem die Rückgewinnung der nach dem Krieg von 1805 verlorenen Gebiete und die Vertreibung der Franzosen aus Mitteleuropa, während ein großer Teil der französischen Armee durch den Krieg in Spanien jenseits der Pyrenäen gebunden war.
Obwohl der Krieg sich schon seit Beginn des Jahres andeutete, hatte Kaiser Napoleon nicht erwartet, dass die Österreicher schon so früh den Krieg erklären würden. Deshalb kam es in den ersten Wochen des Feldzugs auch zu einigen Rückschlägen für die Franzosen. Sobald Napoleon aber die Nachricht erhielt, dass die österreichische Armee schon in Bayern und Italien eingedrungen sei, eilte er aus Paris herbei und übernahm am 16. April selbst den Oberbefehl über die „Armee von Deutschland“, die seit Anfang April stellvertretend vom major-général der Armee (Generalstabschef), Marschall Berthier, geführt worden war. Da im Frühjahr 1809 ein großer Teil der kaiserlich-französischen Armee im Krieg in Spanien stand, setzten sich die Truppen, die Napoleon in Süddeutschland versammelt hatte, zu einem beträchtlicher Teil aus Truppen der Rheinbund-Staaten zusammen.
In der Zwischenzeit setzten die Österreicher ihren Vorstoß durch Bayern fort und trieben die bayerische Armee über die Isar bis an die Abens zurück. Das (3.) Armeekorps unter Marschall Davout, das mit mehr als 60.000 Mann in der Oberpfalz bei Regensburg biwakierte, wurde durch den österreichischen Angriff und den nachfolgenden Vorstoß bis fast an die Donau überrascht, dass es dadurch fast von der französischen Hauptarmee am Lech isoliert war.
Am 16. April fügte Erzherzogs Johann der französischen „Italienarmee“ unter dem Vizekönig von Italien eine Niederlage in der Schlacht von Sacile zu.

## Die Schlacht

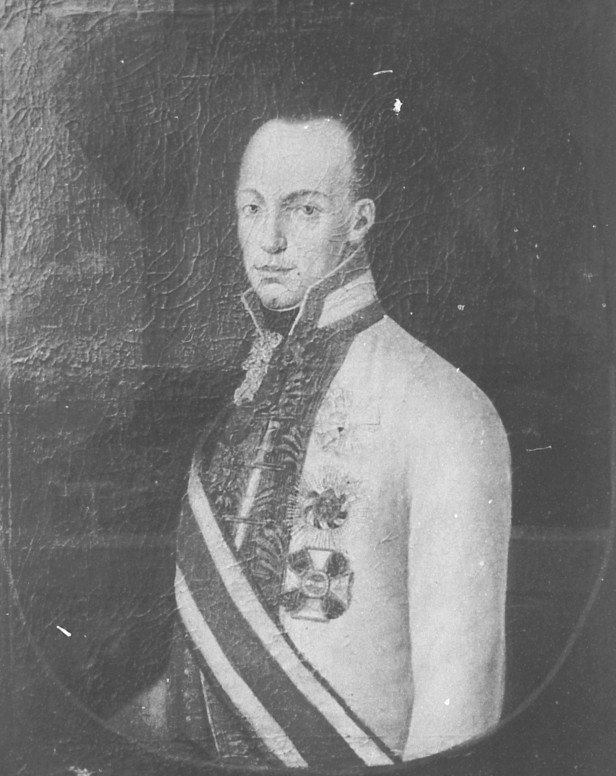
Erzherzog Karl von Österreich, Herzog von Teschen (Porträt von Johann-Baptist Pflug)

Als Erzherzog Karl erfuhr, dass Marschall Davout isoliert bei Regensburg stand, wollte er ihn getrennt von der französischen Armee einzeln schlagen. Mit dem Rücken zum Fluss würde eine Niederlage in der vollständigen Auflösung von Davouts Heer enden. Diese Gelegenheit, eines der französischen Armeekorps an der Donau vernichten zu können, wollte der österreichische Generalissimus nicht ungenutzt lassen und beauftragte drei seiner Korps, Marschall Davout zu schlagen. Diese marschierten daraufhin in drei getrennten Kolonnen in Richtung Regensburg.
Mittlerweile hatte Davout aber von Napoleon bereits den Befehl erhalten, nach Neustadt an der Donau zu marschieren, um sich mit der französischen Hauptarmee zu vereinen. Davout ließ daher am frühen Morgen des 19. Aprils seine Truppen entlang der Donau nach Westen marschieren und versuchte, dadurch die Bayern und andere französische Einheiten zu erreichen.
Durch Patrouillen rechtzeitig gewarnt, stellte Marschall Davout sich mit zwei seiner fünf Divisionen auf dem bewaldeten Höhenrücken zwischen den Dörfern Teugn und Hausen (den Kühberg) auf und ließ das davor liegende Dorf Hausen besetzen. Seine anderen Divisionen und die Bagagen marschierten weiter in Richtung Abensberg. Etwa um 11 Uhr stieß das III. österreichische Korps unter Feldmarschalleutnant Prinz von Hohenzollern-Hechingens auf die dem Höhenzug postierten Divisionen von Davouts, wobei sie zuerst auf die Division von General Comte Saint Hilaires stieß. Nach kurzer Zeit eroberten die Österreicher das Dorf. Ihr Versuch den Höhenrücken zu erstürmen, scheiterte aber auch nach dem dritten Anlauf, da in dem dichten Wald kaum Artillerie zur Unterstützung des Angriffs eingesetzt werden konnte. Fast gleichzeitig war das IV. österreichische Armeekorps unter Feldmarschalleutnant Fürst Rosenberg bei Dünzling auf die verstärkte Kavalleriedivision von General Montbrun gestoßen, welche die Österreicher nach einem längeren Gefecht zurückwarfen.
Da dieses Gefecht noch andauerte, zögerte Erzherzog Karl, als Prinz Hohenzollern um Unterstützung bat, die in der Nähe aufgestellten Grenadiere der Reserve zu schicken. Die dichte Bewaldung behinderte jedoch nicht nur die Kommunikation zwischen den einzelnen Verbänden, sondern auch die Aufklärung darüber, wo die feindlichen Einheiten standen. Als der Erzherzog die Nachricht erhielt, zögerte er deshalb, seine Reserven ohne weitere Informationen einzusetzen. Dadurch ließ der Erzherzog die Gelegenheit verstreichen, die beiden Divisionen von Davout zu schlagen. Erst gegen Abend schickte er ihm zusätzlich Truppen des IV. Armeekorps, um Davout anzugreifen, aber dieser hatte mittlerweile eine seiner Divisionen, die auf dem Marsch zur Abens waren, zurückrufen lassen.
Davouts überlegenes militärisches Können, die gute Qualität seiner Truppen und die Gunst seiner starken Stellung führte dazu, dass schließlich auch der dritte Sturmversuch der österreichischen Truppen auf die Höhen erfolglos blieb, obwohl sie an einigen Stellen sogar bis den Waldrand nördlich des Höhenrückens vorgestoßen waren. Allmählich drängten die Franzosen dann das III. Armeekorps wieder in Richtung Hausen zurück. Die Schlacht endete um 18 Uhr, als ein starker Gewitterregen jegliche Aktionen unterband. Beide Seiten verloren jeweils etwa 3.000 Mann.
Alleine schon dadurch, dass es Marschall Davout gelang, seine Position bei Hausen zu behaupten, ermöglichte er es seinem 3. Korps, wieder Kontakt zu den bayerischen Truppen unter Lefebvre bei Abensberg aufzunehmen. Daher wird die „Schlacht von Thann“ in der französischen Literatur als großer Sieg gefeiert. Dadurch war auch die Verbindung zur französischen Hauptarmee gesichert, die aus Richtung Westen heranmarschierte. Die Schlacht bei Teugn-Hausen war somit eine verpasste Gelegenheit für Erzherzog Karl, die Armee von Napoleon bereits zu Beginn des Feldzugs von 1809 empfindlich zu schwächen.

## Beteiligte Formationen
Französische Truppen
- 3. Corps d'Armée (Armeekorps) unter Marschall Louis-Nicolas Davout[10]
  - ca. 35.000 Mann
  - Reserve Artillerie des Armeekorps
    -       - 2 Batterien (12-Pfünder)

  - 2. Division[11] (Général de Division Friant)
    -       - 33ème Régiment d'Infanterie de Ligne
      - 108ème Régiments d'Infanterie de Ligne
      - 111ème Régiments d'Infanterie de Ligne
      - 48ème Régiment d'Infanterie de Ligne
      - Artillerie der Division

  - 4. Division (Général Saint Hilaire)
    -       - 3ème Régiment d'Infanterie de Ligne
      - 57ème Régiment d'Infanterie de Ligne
      - 10ème Régiment d'Infanterie Légère
      - 72ème Régiment d'Infanterie de Ligne
      - 105ème Régiment d'Infanterie de Ligne
      - Artillerie der Division

  - 3. Division (Général Gudin)
    -       - 7ème Régiment d'Infanterie Légère
      - 21ème Régiment d'Infanterie Légère
      - 25ème Régiment d'Infanterie de Ligne
      - 85ème Régiment d'Infanterie de Ligne
      - Artillerie der Division

Österreichische Truppen
- III. Armeekorps unter Feldmarschalleutnant Prinz Friedrich Franz Xaver von Hohenzollern-Hechingen
  - ca. 18.000 Mann
  - Reserve-Artillerie
    -       - 3 Batterien der Positionsartillerie[13]
      - 1 Batterie der schweren Artillerie (6-Pfünder)

  - Division der Vorhut[14] (General Vukassović)[15]
    -       - Erzherzog-Karl-Legion (ein Bataillon)
      - Grenzregiment Peterwardein (ein Bataillon)
      - Husarenregiment Erzherzog Ferdinand
      - Batterie der Cavallerieartillerie[16]

  - Division „Lusignan“, (General Marquis de Lusignan)[17]
    -       - IR 7 (Karl Schröder)[18]
      - IR 56 (Wenzel Colloredo)
      - Divisionsartillerie

  - Division „St. Julien“, (General Graf St. Julien)
    -       - IR 12 (Manfredini)
      - IR 23 (Großherzog von Würzburg)
      - IR 20 (Kaunitz)
      - IR 38 (Württemberg)
      - Divisionsartillerie

- - 6 Grenadier-Bataillone des I. Reservekorps standen als Reserve auf der Höhe bei Grub (sie wurden nicht eingesetzt)